# Soto la Marina
Soto la Marina es una población del estado de Tamaulipas, en México, es cabecera del municipio del mismo nombre.

## Historia
El 3 de septiembre de 1750, Don José de Escandón fundó la Villa de Soto la Marina bajo la advocación de Nuestra Señora de la Consolación y los santos mártires, Celedonio y Emeterio. La villa llevaría el nombre de la localidad cántabra donde nació Escandón y el patronazgo de los mártires protectores de Santander.

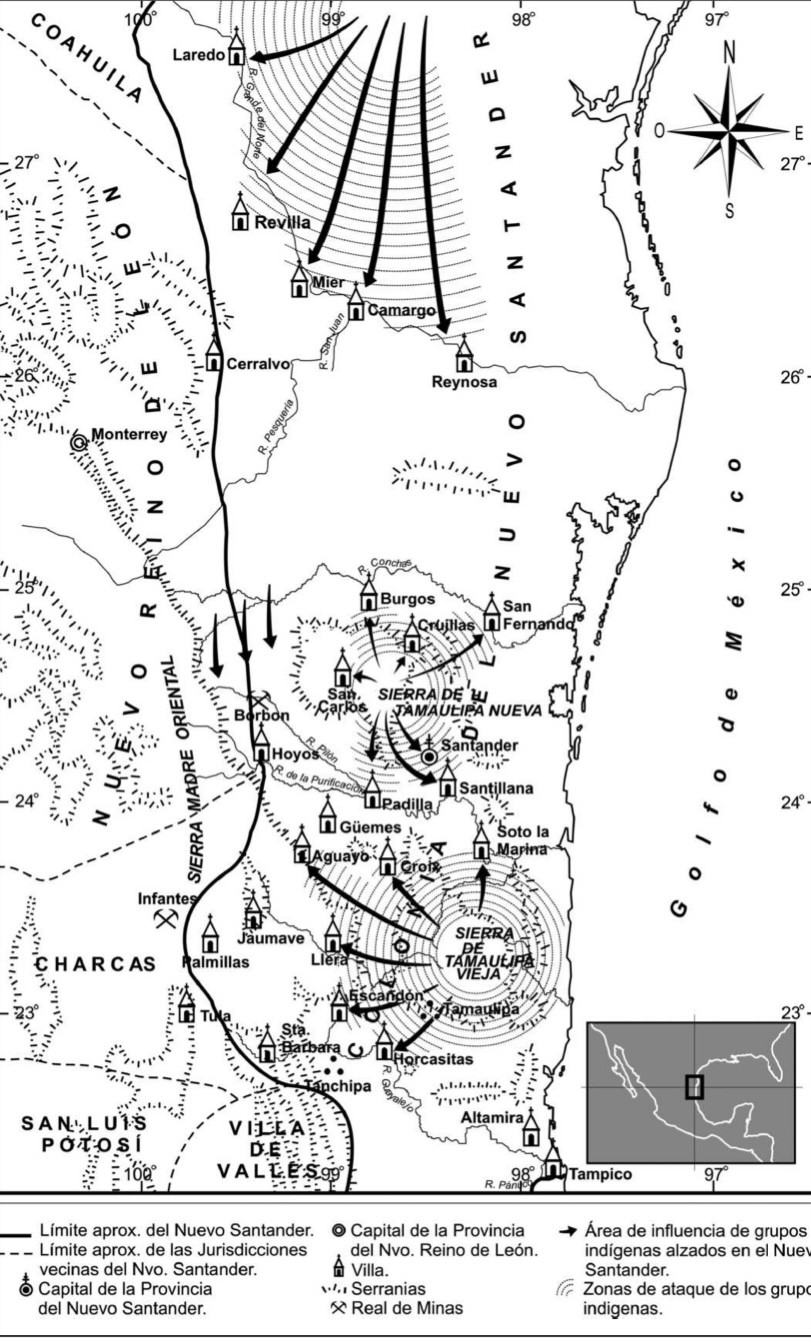
Mapa del Nuevo Santander en el.

Las primeras cuarenta y ocho familias de origen criollo que llegaron ahí, las reclutaron Pedro González de Paredes y Roque de la Barrera en Monterrey y sus inmediaciones. Esta villa se caracterizó por la pobreza en que vivían sus habitantes, debido a que no sabían cultivar la tierra, por haberse dedicado fundamentalmente al pastoreo. Estos pobladores tardaron un año en caravana, debido a que se les había ordenado fundar una villa a orillas del río Nueces, donde permanecieron un tiempo y murieron algunos, entre ellos, Pedro González. Una vez establecida Soto la Marina, Juan José Vázquez Borrego, hijo del hacendado de Dolores, fue nombrado capitán.
Originalmente se localizó en un lugar inmediato a un arroyo de buena agua y que actualmente lleva el nombre de la Marina Vieja, siendo sus primeros pobladores doscientos veinticinco, que se componían de una escuadra volante de Soldados de Cuera y los propios pobladores que fungían a la vez como milicianos, los cuales se encargaban de la defensa de las incursiones de los indígenas. A la misión de la Villa se le denominó el infesto, que significa enhiesto, elevado; o terreno que está al pie de una altura; esta misión se fundó teniendo como patrona a la purísima Concepción y como administrador al padre Buenaventura Ruíz Esparza. 
En 1757, siete años posteriores a la fundación de la villa, José Tienda de Cuervo y Agustín López de la Cámara Alta fueron comisionados para examinar y reconocer las poblaciones, congregaciones, reducciones y misiones establecidas por Escandón en el Nuevo Santander, concluyendo estos acerca de la población de Soto la Marina:

"Halláse situada 1⁄4 de legua del río de la Iglesia o río de Santander, en un valle formado de lomas bajas, todas de pastos abundantes y amenos, con bosques muy espesos por todos rumbos. A dicha villa se dio principio a su establecimiento en 3 de septiembre de 1750 con la gente señalada para poblar el río de las Nueces, que está al norte del río Grande, como 20 leguas. Estos pobladores, reclutados, costaron a su majestad 8,000 y se hallan los más infelices de toda la Colonia, habiendo antes de este establecimiento manteniéndose algunos meses sobre la margen del río Grande, y se frustró el pasar a su destino por la total falta de granos que hubo en toda la Nueva España dicho año de 50, y por orden del excelentísimo señor conde de Revilla Gigedo, se establecieron donde hoy existen, y dicen los mantuvieron tres años de granos, por haber estado todo este tiempo con las armas en la mano, contra los indios infieles que señoreaban este terreno, siendo éste el paso de su comunicación de uno a otro lado del río, para mantenerse de sus comistrajos; en todo este tiempo y el demás pasado hasta el presente, no se han dedicado a cultivar las tierras por ser omisos y perezosos para todo trabajo y estar sólo hechos a guardar ganado, habiendo sido todos pastores, y sólo se inclinan a andar a caballo. Son buenos soldados todos y guerrean con valentía contra los indios que, al presente, los han dominado y están en quietud, y, con todo, más quieren estar reducidos. Reside un capitán con 500 pesos anuales, un sargento con 259 soldados con 225 pesos cada uno al año. Hay existentes 51 familias de españoles y mestizos que componen con la escuadra 226 personas de ambos sexos. Para la administración espiritual, al presente ha ido el reverendo padre fray Luis Chacón, por haber fallecido el religioso hacia dos meses."

En el año de 1810, los vecinos de Soto la Marina cambiaron la ubicación de la Villa al lugar donde actualmente se encuentra río arriba, traslado motivado por una epidemia de fiebre amarilla que diezmó la población.
El 15 de abril de 1817, Francisco Xavier Mina desembarcó en la Barra del río Soto la Marina para auxiliar al movimiento insurgente de México. Al ser ocupada la Villa, se instaló en ella la primera imprenta de Tamaulipas, conservada actualmente en la Ciudad de Monterrey, Nuevo León. La ciudad sería recuperada dos meses después por los realistas tras su victoria en el posterior sitio de Soto la Marina.

## Personajes ilustres
- Felipe de la Garza. Militar, (1798-1832). Participó notablemente en la guerra contra el primer imperio. Aprehendió y ejecutó a Agustín de Iturbide en Padilla (actualmente Nuevo Padilla). Participó también en el sitio a Isidro Barradas en Tampico.
- Manuel Gómez Pedraza. Militar, (1789-1851). Brillante orador y político. Ocupó el cargo de presidente de la república en el año de 1832.
- Anselmo Hinojosa. Insurgente.
- Rafael Villarreal. Diputado y gobernador (1933-1935)
- Kristal Silva. Conductora de televisión y modelo (1991-)

## Presidentes municipales
- Tirso de la Sota	(1930-1931)
- Vinicio F. Treviño (1933-1934)
- Nazario Rodríguez de la Sota (1934-1935)
- Tirso Cruz Álvarez (1937-1938) - debe  cuestionarse este nombre ya que su hermano Alberto Cruz Álvarez fue president; No Tirso.  Tirso Cruz Álvarez Fuentes presidente de Aldama.
- Toribio Bustos (1939-1940)
- Sixto López González (1941-1942)
- Teodoro Perales Gómez (1943-1945)
- Florencio Barrientos (1946-1947)
- Salomón Gómez V. (1949-1950)
- Francisco Guerra Castro (1950)
- Leocadio Rangel (1955-1957)
- Aurelio Hernández C. (1961-1962)
- Nabor Medina Galván (1969-1971)
- Carlos Dragustinovis (1972-1974)
- Leonel Tavares de la Garza (1975-1977)
- Leonardo Barrientos Garza (1978-1980)
- Gerardo Ramírez Alcalá (1981-1983)
- Teodoro Herrera Sosa (1984-1986)
- Rubén Hinojosa Cortina (1987-1989)
- José Elías Flores Ramírez (1990-1992)
- Leonardo Barrientos Garza - En este periodo también fue diputado local(1993-1995) dejó de suplente al ciudadano Arnoldo Tavares de la Garza para terminar el mandato el cual no aceptó la presidencia dejando a la ciudadana Ángela Alfaro Barrientos como suplente.
- Artemio Arellano Conde (1996-1998)
- Guadalupe Bernal Barreto (1999-2001)
- Juvenal Martínez Vázquez (2002-2004)
- Leonel Arellano Ochoa (2005-2007)
- Raquel Alonso Carmona - Primera mujer presidente municipal electa (2008-2010)
- Edgar Edelmiro Gómez Gandaria (2011-2013)
- J. Leonel Tavares Flores (2013-2016)
- Habiel Medina Flores (2016-2018)
- Abel Enrique Gámez Cantú (2018-2021)
- Luis Antonio Medina Jasso (2021-2024)
- Glynnis Georgina Jiménez Vázquez (2024-2027)

## Clima
Debido a que los meses más fríos del año, diciembre y enero, presentan una temperatura media de 17 °C y por lo tanto inferior a 18 °C, el clima de la ciudad es marginalmente subtropical húmedo de acuerdo al sistema Köppen. Este tipo de clima es propio del Sureste de Norteamérica, incluyendo al noreste de México, y se caracteriza por veranos largos y calurosos, a menudo la época más húmeda, y por inviernos moderados y fuertes, sobre todo en sus límites más meridionales como es el caso de esta región.
| Parámetros climáticos promedio de Soto La Marina           | Parámetros climáticos promedio de Soto La Marina | Parámetros climáticos promedio de Soto La Marina | Parámetros climáticos promedio de Soto La Marina | Parámetros climáticos promedio de Soto La Marina | Parámetros climáticos promedio de Soto La Marina | Parámetros climáticos promedio de Soto La Marina | Parámetros climáticos promedio de Soto La Marina | Parámetros climáticos promedio de Soto La Marina | Parámetros climáticos promedio de Soto La Marina | Parámetros climáticos promedio de Soto La Marina | Parámetros climáticos promedio de Soto La Marina | Parámetros climáticos promedio de Soto La Marina | Parámetros climáticos promedio de Soto La Marina |
| Mes                                                        | Ene.                                             | Feb.                                             | Mar.                                             | Abr.                                             | May.                                             | Jun.                                             | Jul.                                             | Ago.                                             | Sep.                                             | Oct.                                             | Nov.                                             | Dic.                                             | Anual                                            |
| ---------------------------------------------------------- | ------------------------------------------------ | ------------------------------------------------ | ------------------------------------------------ | ------------------------------------------------ | ------------------------------------------------ | ------------------------------------------------ | ------------------------------------------------ | ------------------------------------------------ | ------------------------------------------------ | ------------------------------------------------ | ------------------------------------------------ | ------------------------------------------------ | ------------------------------------------------ |
| Temp. máx. abs. (°C)                                       | 37.5                                             | 40.5                                             | 43.0                                             | 48.0                                             | 45.4                                             | 45.7                                             | 42.0                                             | 43.5                                             | 42.6                                             | 38.5                                             | 39.0                                             | 37.0                                             | 48.0                                             |
| Temp. máx. media (°C)                                      | 24.3                                             | 27.1                                             | 30.1                                             | 32.7                                             | 35.2                                             | 36.2                                             | 36.0                                             | 36.7                                             | 34.3                                             | 31.8                                             | 28.2                                             | 24.6                                             | 31.4                                             |
| Temp. media (°C)                                           | 17.3                                             | 19.6                                             | 22.4                                             | 25.3                                             | 28.3                                             | 29.6                                             | 29.1                                             | 29.5                                             | 27.9                                             | 24.9                                             | 21.4                                             | 17.9                                             | 24.4                                             |
| Temp. mín. media (°C)                                      | 10.3                                             | 12.3                                             | 14.8                                             | 18.0                                             | 21.5                                             | 23.0                                             | 22.2                                             | 22.2                                             | 21.5                                             | 18.0                                             | 14.6                                             | 11.3                                             | 17.5                                             |
| Temp. mín. abs. (°C)                                       | -2.5                                             | 1.0                                              | -0.5                                             | 2.5                                              | 12.0                                             | 15.5                                             | 18.5                                             | 14.5                                             | 11.0                                             | 3.2                                              | -1.5                                             | -6.5                                             | -6.5                                             |
| Precipitación total (mm)                                   | 41.6                                             | 11.4                                             | 16.9                                             | 36.7                                             | 38.8                                             | 89.9                                             | 72.3                                             | 97.8                                             | 155.8                                            | 76.4                                             | 29.1                                             | 32.8                                             | 271.8                                            |
| Fuente: Servicio Meteorológico Nacional 20 de mayo de 2022 |                                                  |                                                  |                                                  |                                                  |                                                  |                                                  |                                                  |                                                  |                                                  |                                                  |                                                  |                                                  |                                                  |

Los meses más cálidos son de mayo a septiembre con temperaturas medias en torno a los 29 °C. Las precipitaciones son máximas de agosto a octubre, y mínimas de febrero a abril, y el total anual suma en promedio 730 mm con alrededor de 60 días de lluvia. En los últimos 30 años la temperatura más baja ha sido de -6.5 °C (24 de diciembre de 1989) y la más alta de 48 °C (19 de abril de 1984). [cita requerida]